# Quota trattanti
La quota trattanti è un indice di marketing utile a fornire un riscontro dell'apprezzamento del proprio prodotto da parte del consumatore.

## Definizione
Si definisce quota trattanti quell'indice che esprime, in quantità economiche o fisiche, quantità o valore del venduto di un determinato prodotto in un punto vendita rispetto al totale venduto di prodotti simili.

## Calcolo
A volumi di venduto: la quota trattanti si ottiene dividendo la quantità dello specifico prodotto venduta per la quantità venduta totale di prodotti della stessa categoria.
{\displaystyle {QT\ a\ volume}={volume\ nostri\ prodotti\  \over volume\ prodotti\ totali}}
A valore: la quota trattanti si ottiene dividendo il valore del ricavo del prodotto in esame per il valore totale delle vendite di prodotti simili.

{\displaystyle {QT\ a\ valore}={valore\ nostri\ prodotti\ venduti \over valore\ vendite\ totali}}

## Esempio
Supponiamo di produrre succhi di frutta, e che, nei bar in cui i nostri succhi sono venduti, i clienti che vogliono un succo di frutta richiedano in media il nostro specifico prodotto 20 volte ogni 100 volte che viene chiesto un succo di frutta. Potremo dire in questo caso che il nostro succo di frutta ha una quota trattanti del 20%, dacché 20/100=0,2, ovvero 20%.